# ニック・ゴーイング

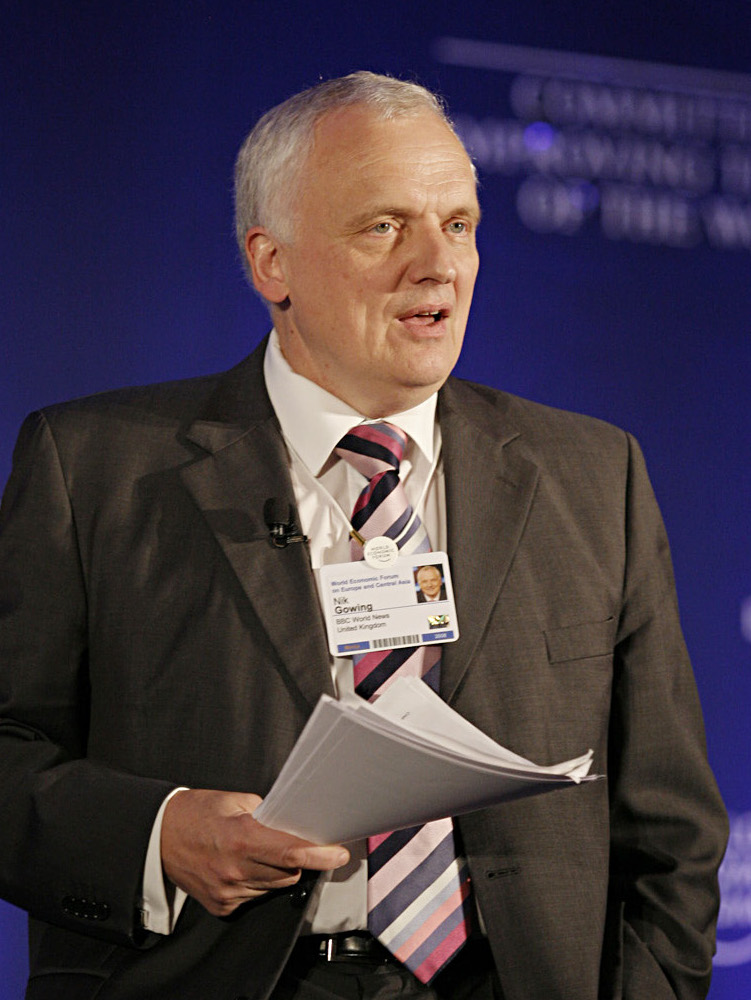
ヨーロッパと中央アジアで2008年に開催された世界経済フォーラムにおけるゴーイング

ニック・キース・ゴーイング（Nik Keith Gowing）は、イギリスのテレビ記者である。カンタベリーのサイモン・ラングトン・グラマー・スクールやロンドンのラティマー・アッパー・スクールを終えて、ブリストル大学で教育を受けた。
1978年からITNで外交専門家とプレゼンターを務め、ゴーイングは1989年から看板番組『チャンネル4ニュース』で外交編集者になった。BBCでは『シンプソンの世界』同様に『BBCワールド・ニュース』（1996年 - 2013年）、『ヨーロッパ・ダイレクト』、『ハードトーク』、『デートライン・ロンドン』で司会を務めた。
1997年にダイアナ元王太子妃が死亡した際には、ゴーイングは7時間を超えて番組を担当し、テレビジョンセンターに戻る前に41.5分だけ睡眠をとったといわれる。世界で約5億人の視聴者がいる『BBCワールド』で彼の伝えた「ダイアナ姫死亡」の速報は、初めてテレビ（BBC One）とラジオで同時放送された。
アメリカ同時多発テロ事件での2001年9月11日の攻撃直後の6時間にわたる報道は、2002年のホットバード賞を受賞した。
王立連合勲功協会の評議員でもある。

## 私生活と前半生の経歴
父は2部作『独立と戦争抑止：イギリスと原子力エネルギー、1945年-1952年』の作者マーガレット・ゴーイング。
ロンドンとカンタベリーのグラマースクールを終えると、ブリストル大学でゴーイングは地理学を専攻した。大学時代は地元のラジオ局で働き、ニューカッスルのトムソン地域新聞に就職した。
妻ジュディーとの間に子供が2人いて、西ロンドンに住んでいる。

## 著作
- The Wire、1988年
ポーランドの連帯に対する秘密警察の潜入に関する小説で、連帯活動に関するゴーイングの広範な知識を基にしている。現在Oxfamで手に入る。
- The Loop、1993年
ゴーイングが自ら手に入れた情報を再び基にしたスリラー小説で、新ロシアに舞台を設定している。KGB高官の大佐が、共産主義体制を守るために戦い、狂乱と虚無の世界で生き残らなければならなかった。